# Gonomyia metallescens
Gonomyia metallescens là một loài ruồi trong họ Limoniidae. Chúng phân bố ở miền Australasia.